# 喀喇汗国
喀喇汗国（羅馬化：Qarākhāniyān；维吾尔语：قاراخان，羅馬化：Āl-i Afrāsiyāb，直译：「阿弗拉西亚布家族」），又称喀喇汗王朝，《宋史》作黑韓、黑汗、疏勒國，是突厥人在中亚建立的一个波斯化的国家，也是历史上第一个信奉伊斯兰教的突厥人国家。
这个国家的早期历史至今依然未被厘清，10世纪中叶这个国家在中亚开始迅速扩张，在10世纪末已统治了包括今哈萨克斯坦东南部、吉尔吉斯斯坦、乌兹别克斯坦东部、塔吉克斯坦和中国的新疆维吾尔自治区西部的广大地区，长期有效的控制着东起和田-库车、西至布哈拉、北自巴尔喀什湖、南抵興都庫什山脈范围内所有的中亚重要的城市。喀喇汗国的首都最初在八剌沙衮（夏都）和喀什噶尔（冬都）。在11世纪中叶分裂为两个部分后，东喀喇汗国的首部为喀什噶尔，西喀喇汗国的首部为乌兹根。东喀喇汗国後成为西辽附庸国，并在1211年亡于屈出律，西喀喇汗国在1212年亡于花剌子模王朝。

## 名称
据大约在1077年成书的麻赫穆德·喀什噶里所撰《突厥语大词典》提供的片断材料，喀喇汗国自称“可汗朝”（al-Khaqaniyya，一译“哈卡尼耶”）或“汗朝”（al-Khāniyya），汗室自认是波斯民间传说中与伊兰人世代争斗的图兰人英雄阿弗拉西亚布的后人。喀喇（qara）是突厥语里的“强大”之意，该词还有另一个含义是“黑”。中國史书按照于阗使者的报道将其记为“黑汗國”，中国学界也长期将这个国家称为“黑汗王朝”。西方学界将之称为喀喇汗王朝是因为19世纪欧洲东方学家和钱币学家发现该汗朝的许多大汗带有喀喇的称号。而在伊斯兰文献中，由于其副汗或小汗多带有伊利（ilek/ilig）的的称号，喀喇汗国有时也被称为伊利克汗朝（Ilek-Khanid）。伊朗史家烏特比说他们穿黑衣用黑旗。其可汗自称“桃花石汗”或“东方与秦之主”。“秦”在《突厥语大词典》中的解释为“由桃花石、契丹和喀喇汗国所构成”。

## 历史
有关喀喇汗国史的文献资料比较零碎，与其同时代的文献，如成书于11世纪的《喀什噶尔史》原书已散佚，仅在加玛勒·哈尔希（Jamal al-Qarshi）的《苏拉赫词典补编》中引用的其中的一部分得以保存至今。佚名作者的《博格拉汗传》（Tazkirat al-Bughrakhan）专门记载了第一位皈依伊斯兰教的萨图克·博格拉汗的史事，但后者带有明显的宗教咏史诗的色彩，或具有追述往事的传说的性质。近年，利用钱币铭文研究汗朝政治史，对汗朝世系和诸汗在位年代多有补正。但是，诸汗名字、称号时时添减变换，因而难于排列出明晰的、确切的世系，喀喇汗国汗室的起源问题也未解决。当前，学界有起源于样磨、葛逻禄（其中的炽俟部落）、葛逻禄－样磨等说。诸说各有一定道理，亦可以互相补充。近年来，葛逻禄说较占上峰，因为喀喇汗国初期版图原来主要是三姓葛逻禄的活动区域，而且喀喇汗国主力军是由三姓葛逻禄之一的炽俟构成的。但是，在9世纪上半期喀喇汗国建立前夕，九姓回鹘近支样磨部已迁入葛逻禄驻牧的部分地区，特别是占有了喀喇汗国的重要中心之一，后来东喀喇汗国的都城喀什噶尔。而且文献中也有样磨汗的称号为博格拉汗的记载，所以汗族出自样磨说也不无根据。另一方面，回鹘汗国崩溃后的部分回鹘部落进入该地区. 
文献记载与传说中的喀喇汗国开国君主均是萨图克·博格拉汗的祖父阙毗伽·卡迪尔汗（或作毗伽阙·卡迪尔汗）。有人将此人与回鹘汗国崩溃后西奔的庞特勤勘同，但未能提供足够证据。建国之初，这个汗国一如突厥汗国，也是一个松散的游牧部落联盟。在草原游牧帝国的“双汗制”传统影响下，大汗之侧有副汗。大汗称阿尔斯兰（狮子）喀喇可汗，驻八剌沙衮，号“虎思斡耳朵”（今吉尔吉斯斯坦托克马克东，有人认为即唐代的“裴罗将军城”），后移驻喀什噶尔 （今喀什），称“斡耳朵坎特”。副汗称博格拉（公驼）喀喇可汗，驻怛罗斯（今哈萨克斯坦塔拉兹）。正、副汗之下有若干由汗族成员担任的小汗，小汗之下由王公贵族组成封建等级阶梯分治各地，这书汗国一开始就具有分裂趋势。
著名的萨图克·博格拉汗是这个国家第一个信奉伊斯兰教的可汗，更重要的是他也是世界历史上第一个皈依伊斯兰的突厥人可汗。喀喇汗国也是突厥人的第一个穆斯林王朝，为突厥人的全面伊斯兰化迈出了第一步。萨图克·博格拉汗接受伊斯兰教的一个原因是当时的政治、文化气候，当时伊斯兰教已传入中亚近两个半世纪，中亚穆斯林诸王朝政治上强大，文化上欣欣向荣，经济上富足，在萨图克所管辖的阿图什地方，经常有来自周边地区的穆斯林商人，在穆斯林商人与他的交流中，带给他另一个新兴世界，也让他对伊斯兰文化的向往加深了。另一个原因是为了夺回汗位。萨图克的叔父奥古尔恰克在他父亲去世后接替汗位，但在萨图克长大后不愿让他按传统成为储君，而是打算让自己的儿子继位。此时，萨曼王朝的一个王子“纳斯尔”流亡到喀喇汗国境内，奥古尔恰克为了对付萨曼王朝，便接纳了他，把他安置在了阿图什。于是，在这位流亡的萨曼王朝王子的影响下，萨图克·博格拉汗皈依了伊斯兰教，并取名阿卜都·卡里姆。而“纳斯尔”王子在促使萨图克皈依伊斯兰教的同时，也给了他借助伊斯兰教的力量夺回汗位的希望。后来的事实也证明，这一做法行之有效，在与其叔父奥古尔恰克的对抗中，来自伊斯兰世界的志愿军起了重要的作用。955年，萨图克·博格拉汗在夺回汗位后不久即逝世于阿图什，当地至今还有他的坟墓。他本人在世期间，并没有其他重要的政治活动。
在其子木萨继位后，继续推行境内突厥人的伊斯兰化。阿拉伯史书记载，960年这一年有二十万帐突厥人接受了伊斯兰教。萨图克·博格拉汗之孙哈仑·博格拉汗（亦作哈散）自八剌沙衮出征河中地区（阿姆河与锡尔河之间）的萨曼王朝，992年攻陷其都城布哈拉，999年，他联合今阿富汗境内的另一突厥王朝，加兹尼王朝的君主马合木共灭萨曼王朝，从此喀喇汗国奄有阿姆河以北中亚地区。
大约自1041年起，喀喇汗国正式分裂为二，以锡尔河为界，西部的可汗为阿里后裔，通称阿里系，领有河中地区及费尔干纳西部，以布哈拉为都城；東部的可汗为哈仑（哈散）后裔，通称哈仑或哈散系，领有塔拉斯、賽藍、塔什干、费尔干纳谷地东部、七河地區和喀什噶尔，以八剌沙衮为政治、军事都城，以喀什噶尔为宗教、文化中心。两汗国互相攻伐，并引外部势力为助；同时，东、西两汗国内部也内讧不已。西喀喇汗国从11世纪后半期起，已受塞尔柱帝国之挟制。东喀喇汗国的伊不拉音·本·阿赫迈德在位期间（1140年即位），被入侵中亚的耶律大石政权所控制，并废除其汗号，改封“土库曼·伊列克”（突厥蛮之王），成为了西辽的附庸。13世纪初，因败于蒙古帝国成吉思汗而投奔西辽的乃蛮王子屈出律篡夺了西辽汗位，并于1211年进占喀什噶尔，东喀喇汗国遂亡。翌年，西喀喇汗国为花剌子模王朝的君主阿拉乌丁·摩诃末所灭。

## 与鄰国的關係

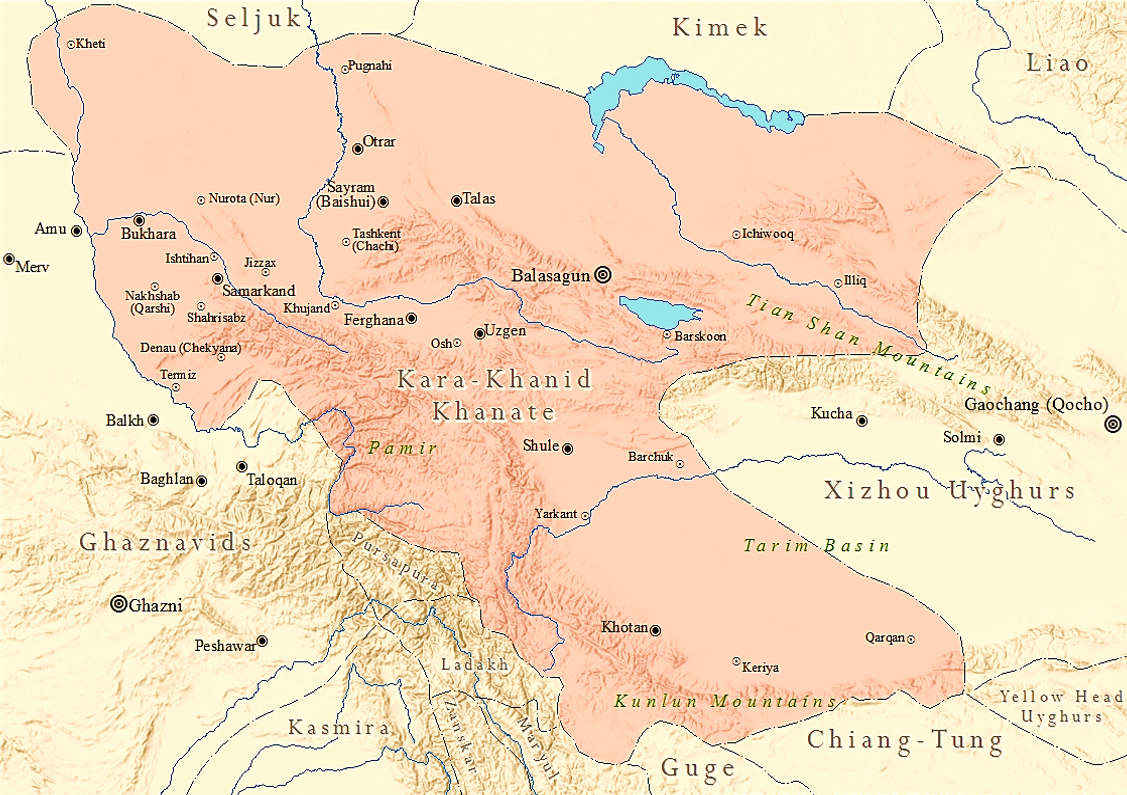
喀喇汗国（1006年）分裂前的版图

喀喇汗国的东部，劲敌是于阗國与高昌回鹘。在喀喇汗国与于阗间曾进行了长期的征服战争，于阗王李从德于970年前不久，曾率军进占喀什噶尔地区的数座城池，取得大胜。战利品中除妇孺金帛外，还有大象，並向北宋貢獻。此事被记录在《宋史》中。1004年后不久，于阗为喀喇汗国所灭。1009年（宋真宗大中祥符二年），大可汗王自于阗遣回鹘罗厮温聘问宋朝。1063年（宋仁宗嘉祐八年），遣使罗撒温，请求给予其国王以归忠保顺𥒖鳞黑韩王的称号；1081年（宋神宗元丰四年），遣部领阿辛致书，自称“于阗国偻儸有福力量和文法黑汗王，书与东方日出处大世界田地主汉家阿舅大官家”。《宋史·于阗传》后半部分（“大中祥符二年……”之後）记载西州有克韩王，新复州有黑韩王。与此同时，喀喇汗国与高昌回鹘亦有争战，《突厥语大词典》中所收录的诗歌里即有与回鹘战斗的内容。喀喇汗国与东方的辽也有往来，《辽史》中提到在辽上京城外有大量常驻的“回鹘依悉兰”商人。

## 喀喇汗国的文化
喀喇汗国是突厥人文化发展的重要历史时期，突厥伊斯兰文化正是在这一时期开始形成。在突厥汗国的突厥字母、回鹘汗国的回鹘字母之后，喀喇汗国开始使用阿拉伯字母来拼写突厥语，并形成了最早的伊斯兰突厥文献。哈卡尼亚语作为当时伊斯兰突厥世界的共同书面语，留下了大量的文献，并深刻的影响了后世的突厥语共同书面语。这一时期还产生了《古兰经》最早的突厥语译本。著名的文学著作有6000多行的劝诫性长诗《福乐智慧》，是作者玉素甫·哈斯·哈吉甫于1069-1070年间题献给当时在位的可汗的，现存三个抄本分别保存在埃及、乌兹别克斯坦和奥地利；还有500多行的劝喻性长诗《真理的入门》，是盲诗人艾哈迈德·玉格乃克所作，现存最早的抄本保存在伊斯坦布尔索菲亚教堂图书馆。此外，还有一部阿拉伯文的《突厥语大词典》是生活在巴格达的麻赫穆德·喀什噶里献给阿巴斯王朝哈里发穆克塔迪（Abu al-Qasim Abdallah）的作品，其中附录的世界地图是已知最早记录了日本的地图。此三部著作中两部都与喀什噶尔有关，一是《突厥语大词典》的作者麻赫穆德·喀什噶里是喀什噶尔人，二是《福乐智慧》的作者玉素甫·哈斯·哈吉甫生活在喀什噶尔，二人的陵墓至今都尚存于喀什噶尔，并被当地人民所熟知。而长期作为汗国首都的喀什噶尔也因此留下了丰富的文化积淀。2008年，被联合国定为“麻赫穆德·喀什噶里年”以纪念他诞生1000年。

## 君主列表
- 喀喇汗国可汗列表